# 2008-as katalán rali

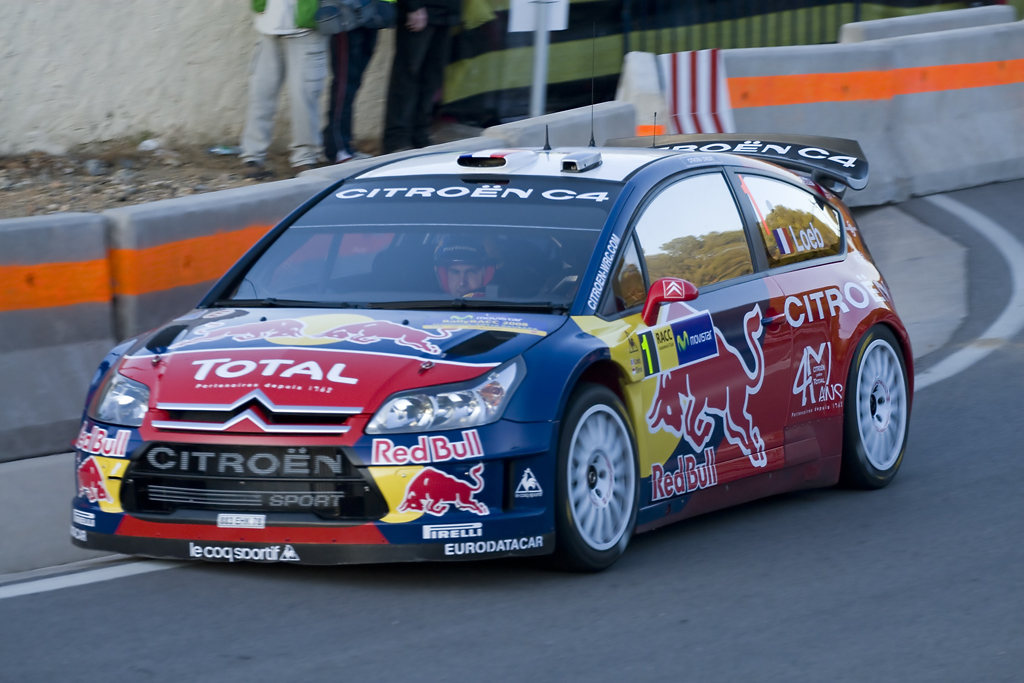
A Sébastien Loeb - Daniel Elena kettős negyedszer nyerte meg a katalán ralit

A 2008-as katalán rali (hivatalosan: 44º Rally RACC Catalunya - Costa Daurada) volt a 2008-as rali-világbajnokság tizenkettedik futama. Október 2 és 5 között került megrendezésre, 18 gyorsasági szakaszból állt, melyek össztávja 353 kilométert tett ki. A versenyen 69 páros indult, melyből 49 ért célba.
A versenyt, az elmúlt három évet követően ismét Sébastien Loeb nyerte. Ez volt a kilencedik sikere a 2008-as szezonban. Másodikként csapattársa Dani Sordo végzett, harmadik pedig Mikko Hirvonen lett.
A futam a junior rali-világbajnokság szezonbeli hatodik futama is volt egyben. Ezt az értékelést Martin Prokop nyerte, Alessandro Bettega és Aaron Burkart előtt.

## Beszámoló
Első nap

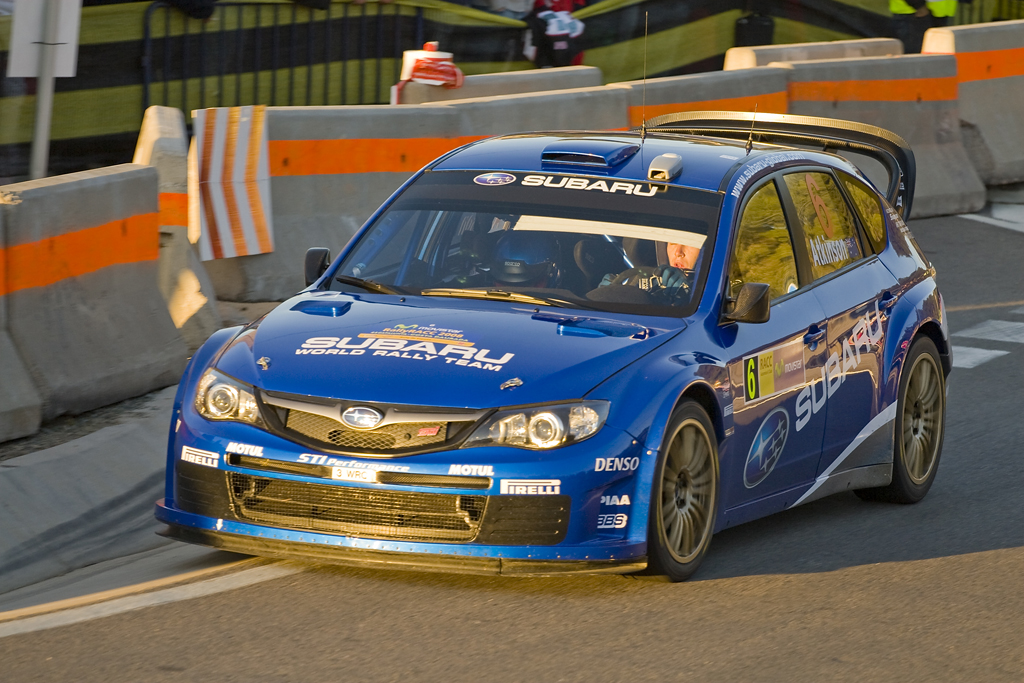
Chris Atkinson a hetedik helyen végzett

Sébastien Loeb mind a hat gyorsasági szakaszt megnyerte az első napon. Őt az összetettben Dani Sordo követte, majd a két gyári Ford, Duval, Hirvonen sorrendben. Petter Solberg a nap elején, rossz gumiválasztás miatt még csak a nyolcadik helyen állt, ám a nap végre már ötödik volt. Urmo Aava a hatodik, Jari-Matti Latvala a hetedik, Chris Atkinson pedig a nyolcadik pozícióban zárta az első napot.
Per-Gunnar Andersson a második gyorsaságin az árokba hajtott és összetörte a Suzuki SX4 WRC-t.
Második nap

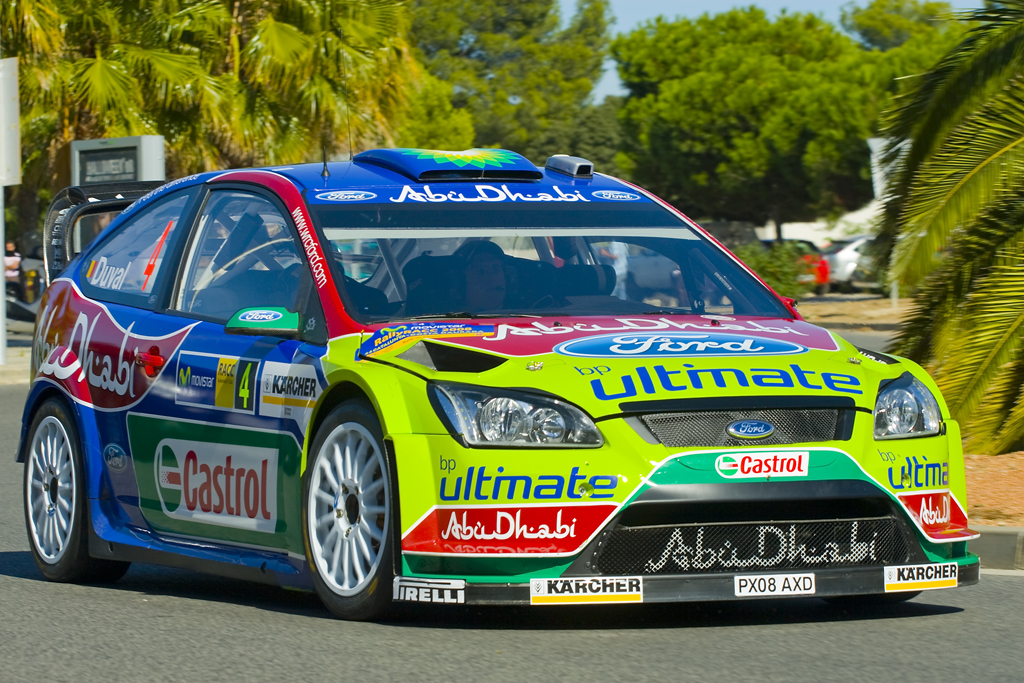
Francois Duval két szakaszt is nyert, végül a negyedik lett

A második napon is hat gyorsaságit rendeztek. Ebből négyet ismét Loeb nyert, rajta kívül pedig csak Hirvonen és Duval szerzett egy-egy részsikert. A nap folyamán mindössze a hetedik és a nyolcadik helyen történt változás a pontszerzők között. Atkinson megelőzte Latvalát, és feljött a hetedik pozícióba. Igaz az ausztrál mindössze 3,4 másodperces előnyben várhatta a zárónapot a finn előtt.
Harmadik nap
A zárónapon Loeb és Sordo maradt az első két helyen. A dobogó harmadik fokáért továbbra is a két Ford csatázott. Hirvonen az utolsó három gyorsaságit megnyerte, és hajrájának köszönhetően megelőzte csapattársát, Duvalt. Urmo Aava az ötödik helyen állt, azonban a tizenhetedik gyorsaságin kiesett. Petter Solberg így visszakerült az ötödik pozícióba. Latvala megelőzte Atkinsont és a hatodik lett. Aava kiesésével Andreas Mikkelsen ért fel a nyolcadik helyre.

## Szakaszok
| Nap                | #   | Rajtidő | Szakasz                         | Hossz    | Győztes        | Idő     | Átlag seb. | Versenyben vezető |
| ------------------ | --- | ------- | ------------------------------- | -------- | -------------- | ------- | ---------- | ----------------- |
| 1. nap (Október 3) | 1.  | 08:16   | La Mussara 1                    | 20,48 km | Sébastien Loeb | 11:17.3 | 108,9 km/h | Sébastien Loeb    |
| 1. nap (Október 3) | 2.  | 10:04   | Querol 1                        | 21,26 km | Sébastien Loeb | 11:13.2 | 113,7 km/h | Sébastien Loeb    |
| 1. nap (Október 3) | 3.  | 10:47   | El Montmell 1                   | 24,14 km | Sébastien Loeb | 12:39.0 | 114,5 km/h | Sébastien Loeb    |
| 1. nap (Október 3) | 4.  | 13:58   | La Mussara 2                    | 20,48 km | Sébastien Loeb | 11:14.0 | 109,4 km/h | Sébastien Loeb    |
| 1. nap (Október 3) | 5.  | 15:46   | Querol 2                        | 21,26 km | Sébastien Loeb | 11:15.0 | 113,4 km/h | Sébastien Loeb    |
| 1. nap (Október 3) | 6.  | 16:24   | El Montmell 2                   | 24,14 km | Sébastien Loeb | 12:33.0 | 115,4 km/h | Sébastien Loeb    |
| 2. nap (Október 4) | 7.  | 08:44   | El Priorat / La Ribera d'Ebre 1 | 38,27 km | Sébastien Loeb | 21:30.9 | 106,7 km/h | Sébastien Loeb    |
| 2. nap (Október 4) | 8.  | 09:57   | Les Garrigues 1                 | 8,60 km  | Sébastien Loeb | 5:02.7  | 102,3 km/h | Sébastien Loeb    |
| 2. nap (Október 4) | 9.  | 10:28   | La Llena 1                      | 17,12 km | Sébastien Loeb | 9:35.6  | 107,1 km/h | Sébastien Loeb    |
| 2. nap (Október 4) | 10. | 13:47   | El Priorat / La Ribera d'Ebre 2 | 38,27 km | Mikko Hirvonen | 21:39.3 | 106,0 km/h | Sébastien Loeb    |
| 2. nap (Október 4) | 11. | 15:00   | Les Garrigues 2                 | 8,60 km  | Sébastien Loeb | 5:04.8  | 101,6 km/h | Sébastien Loeb    |
| 2. nap (Október 4) | 12. | 15:31   | La Llena 2                      | 17,12 km | François Duval | 9:49.6  | 104,5 km/h | Sébastien Loeb    |
| 3. nap (Október 5) | 13. | 08:05   | Riudecanyes 1                   | 16,32 km | François Duval | 10:32.8 | 92,8 km/h  | Sébastien Loeb    |
| 3. nap (Október 5) | 14. | 09:06   | Santa Marina 1                  | 26,51 km | Sébastien Loeb | 15:49.1 | 100,6 km/h | Sébastien Loeb    |
| 3. nap (Október 5) | 15. | 10:02   | La Serra d'Almos 1              | 4,11 km  | Daniel Sordo   | 2:37.3  | 94,1 km/h  | Sébastien Loeb    |
| 3. nap (Október 5) | 16. | 12:01   | Riudecanyes 2                   | 16,32 km | Mikko Hirvonen | 10:32.7 | 92,9 km/h  | Sébastien Loeb    |
| 3. nap (Október 5) | 17. | 13:02   | Santa Marina 2                  | 26,51 km | Mikko Hirvonen | 15:53.9 | 100,0 km/h | Sébastien Loeb    |
| 3. nap (Október 5) | 18. | 13:58   | La Serra d'Almos 2              | 4,11 km  | Mikko Hirvonen | 2:39.9  | 92,5 km/h  | Sébastien Loeb    |

## Végeredmény
|          | Versenyző          | Navigátor           | Autó                   | Idő       | Különbség | Pont |
| -------- | ------------------ | ------------------- | ---------------------- | --------- | --------- | ---- |
| 1.       | Sébastien Loeb     | Daniel Elena        | Citroën C4 WRC         | 3:21:17.4 |           | 10   |
| 2.       | Daniel Sordo       | Marc Marti          | Citroën C4 WRC         | 3:21:42.3 | 24.9      | 8    |
| 3.       | Mikko Hirvonen     | Jarmo Lehtinen      | Ford Focus RS WRC 07   | 3:22:19.9 | 1:02.5    | 6    |
| 4.       | François Duval     | Patrick Pivato      | Ford Focus RS WRC 07   | 3:22:28.2 | 1:10.8    | 5    |
| 5.       | Petter Solberg     | Phil Mills          | Subaru Impreza WRC2008 | 3:24:44.8 | 3:27.4    | 4    |
| 6.       | Jari-Matti Latvala | Miikka Anttila      | Ford Focus RS WRC 07   | 3:25:21.2 | 4:03.8    | 3    |
| 7.       | Chris Atkinson     | Stéphane Prévot     | Subaru Impreza WRC2008 | 3:25:22.3 | 4:04.9    | 2    |
| 8.       | Andreas Mikkelsen  | Ola Floene          | Ford Focus RS WRC 07   | 3:26:37.0 | 5:19.6    | 1    |
| JWRC     |                    |                     |                        |           |           |      |
| 1. (16.) | Martin Prokop      | Jan Tománek         | Citroën C2 S1600       | 3:41:25.0 |           | 10   |
| 2. (17.) | Alessandro Bettega | Simone Scattolin    | Renault Clio R3        | 3:41:49.6 | 24.6      | 8    |
| 3. (20.) | Aaron Burkart      | Michael Kölbach     | Citroën C2 S1600       | 3:42:29.5 | 1:04.5    | 6    |
| 4. (22.) | Shaun Gallagher    | Paul Kiely          | Citroën C2             | 3:43:41.7 | 2:16.7    | 5    |
| 5. (23.) | Patrik Sandell     | Emil Axelsson       | Renault Clio S1600     | 3:46:05.0 | 4:40.0    | 4    |
| 6. (24.) | Jaan Mölder        | Frederic Miclotte   | Suzuki Swift S1600     | 3:47:14.1 | 5:49.1    | 3    |
| 7. (25.) | Stefano Albertini  | Piercarlo Capolongo | Renault Clio 16V       | 3:49:34.1 | 8:09.1    | 2    |
| 8. (28.) | Simone Bertolotti  | Daniele Vernuccio   | Renault Clio Sport     | 3:51:03.3 | 9:38.3    | 1    |